# Swisscom
Swisscom est une entreprise du marché suisse des télécommunications. Elle est le résultat de la division des PTT en 1997 et appartient majoritairement à la Confédération suisse (51,2 %). Conformément à la loi sur les entreprises de télécommunications, les participations de tiers sont limitées à 48,8 % du capital-actions. Elle a d'ailleurs le statut de société anonyme de droit public, selon la loi sur les entreprises de télécommunications (LET).
À peu près 19 000 collaborateurs travaillent pour les entreprises du groupe Swisscom, dont environ 1000 apprentis. Selon ses propres chiffres, Swisscom détient en Suisse une part de marché de 56 % dans le secteur du mobile (postpaid), de 51 % dans le haut débit et de 37 % dans la télévision. La filiale Fastweb détient 16 % du marché italien des réseaux à large bande auprès de la clientèle privée et 29 % auprès des entreprises. De nouveaux services dans les domaines de la numérisation et des services informatiques sont destinés à compenser le risque de perte de chiffre d'affaires lié à l'activité principale traditionnelle.

## Histoire

Ancien logo de Swisscom

Les télécommunications suisses ouvrent le premier service télégraphique public entre Saint-Gall et Zurich en 1852. Avant la Première Guerre mondiale, Berne abritait les bureaux de l’Union Postale Universelle (UPU) et de l’Union Internationale des Télécommunications (UIT). Zurich a son propre réseau téléphonique autonome en 1880. Bâle, Berne et Genève suivent en 1881 et 1882. La première communication interurbaine a lieu entre Zurich et Winterthour en 1883 et les numéros de téléphone apparaissent en 1890, le nom du destinataire étant suffisant avant cette date. Vingt-cinq ans après l’invention du téléphone par Antonio Meucci, le téléphone est introduit dans tous les cantons suisses en 1896. Le réseau international commence en 1900 entre Bâle et Stuttgart. Les téléphones automatiques sont mis en place en 1912.
Les PTT (Postes, Téléphones et Télégraphes) sont créés en 1920 pour contrôler et étendre le réseau téléphonique. Le premier central téléphonique semi-automatique est installé à Zurich-Hottingen en 1922. En 1948, la Suisse a 500 000 abonnés téléphoniques puis un million en 1959, année où le réseau téléphonique suisse devient le premier réseau totalement automatisé du monde. En 1966, Telstar 1 devient le premier satellite de télécommunication. On présente le premier central téléphonique avec composition directe du numéro pour l'étranger à l'Expo 64 à Lausanne. En 1975, les entreprises PTT mettent en place un réseau de téléphonie automobile national, le réseau Natel, mais le vrai boom n'aura lieu que plus tard, en 1992, avec la mise en place de la technologie Global System for Mobile Communications (GSM). Les PTT ont créé le terme de « Natel », qui est l'abréviation de l'expression allemande nationales Autotelefon (« téléphone automobile national »), complété en 1978. Le premier réseau téléphonique automobile de Suisse existait déjà depuis 1952, mais était limité à la région de Zurich. C’est en 1978 que le premier réseau partiel analogique a été mis en service (Natel A), suivi du B en 1983, du C en 1987 et du D en 1993. En 2017, près de 40 ans après, Swisscom a décidé d’abandonner officiellement le terme de « Natel » comme nom protégé pour ses téléphones mobiles. Le premier câble en fibre optique est posé en 1985 entre Berne et Neuchâtel.
La privatisation progressive de l'ancienne régie des PTT (poste, télégraphe, téléphone, fondée en 1852) débute en 1988. Le Conseil fédéral suisse propose de libéraliser les télécommunications aux vues des progrès technologiques dans ce domaine le 10 juin 1996. Telecom PTT devient Swisscom le 1er octobre 1997. La loi fédérale elle-même  (LTC) est votée le 30 avril 1997 et entre en vigueur le 1er janvier 1998 (comme dans d’autres pays européens). En octobre 1998, elle se transforme en une société anonyme de droit public. L’OFCOM (Office fédéral de la communication) est chargée de veiller au respect des règles et à l’application de la LTC. En 1997, le marché des télécommunications suisse a été déréglementé, et PTT Telecom a été divisé le 1er octobre 1997 et rebaptisée Swisscom lors d’une privatisation partielle . Le 5 octobre 1998, Swisscom AG a été coté en bourse. Aussi en 1998, Swisscom était la première entreprise Suisse à créer une base à la Silicon Valley pour investir dans plusieurs entreprises innovantes.

Logo des PTT, 1982-1993

En 2001, 25 % de Swisscom Mobile Vodafone a été vendue. Depuis Swisscom a une participation majoritaire dans la deuxième plus grande entreprise de télécommunications italienne, Fastweb, et a investi plus fortement dans les domaines de la gestion de l'accueil, les Cloud Services, les solutions mobiles et la Facturation.
En 2007, la participation de 25 % dans Swisscom Mobile AG, qui avait été vendue à Vodafone six ans auparavant, a été rachetée et les divisions téléphonie mobile, réseau fixe et solutions ont été regroupées sur le plan organisationnel et fusionnées dans la nouvelle société Swisscom (Suisse) SA.
Dans son message du 5 avril 2006, le Conseil fédéral a proposé au Parlement suisse de privatiser complètement Swisscom et de céder de manière échelonnée le paquet d’actions de la Confédération. Le Conseil national a rejeté cette proposition le 10 mai 2006. Le 20 mai 2006, la commission du Conseil des États a certes recommandé à la chambre d’entrer en matière sur la proposition, mais uniquement dans le but de renvoyer celle-ci au Conseil fédéral pour qu’il la remanie. En 2007, Swisscom est entrée dans le secteur de la télévision. À partir de 2009, le réseau à fibre optique Swisscom s’est massivement élargi.
La licence de service universel a été accordée par la Commission Fédérale de la Communication pour la période 2018-2022. Le taux minimum de transmission doit être augmenté à partir de 2018, de 1 000/100 Kb/s à 3000/300 et les connexions analogiques et numériques remplacées par un terminal multifonctionnel.
En 2008, Swisscom rachète la chaîne de distribution The Phone House et porte son nombre de Swisscom Shop à plus de cent.

Le logo actuel de Swisscom est l'un des premiers logos animés en Suisse.

Le 14 décembre 2007, Swisscom a présenté sa nouvelle identité visuelle. Les sous-marques Swisscom Fixnet, Swisscom Mobile et Swisscom Solutions ont disparu au 1er janvier 2008. Le relookage porte également sur le logo, qui intègre une image animée – une première en Suisse et dans la branche.
En juin 2014, Swisscom a acqui PubliGroupe, une entreprise suisse de marketing pour 410 millions d'euros,. Ces deux entreprises opèrent déjà plusieurs sociétés en coentreprise, gérées en commun depuis 2010. En décembre 2014, Swisscom développe son portefeuille TIC à l’intention des clients commerciaux et étend sa présence en Suisse romande en faisant l’acquisition de Veltigroup et de ses diverses entreprises: LANexpert, insentia et ITS. Ce groupe, dont le siège est situé à Lausanne, est l’un des premiers fournisseurs de services TIC de Suisse romande. Veltigroup emploie près de 480 collaborateurs dans toute la Suisse et propose aux entreprises une offre TIC complète, allant des infrastructures aux services et solutions destinés au client final.
Après le suisse Jens Alder, administrateur délégué de 1999 à 2006, l'allemand Carsten Schlotera dirigé l'entreprise de 2006 à 2013. Après le suicide de Carsten Schloter en juillet 2013, son successeur Urs Schaeppi a été nommé le 7 novembre de la même année.
Depuis le début de l’année 2013 Swisscom Mobile a mis en place, en plus des réseaux de la deuxième (GSM/EDGE) et troisième génération (UMTS/HSPA+), un réseau de la quatrième génération (LTE/4G/4G+). Les premiers essais commerciaux avaient eu lieu dès 2012 dans certaines localités suisses. Depuis juin 2015, Swisscom utilise grâce à sa couverture 4G presque complet (98 %) le standard de réseau VoLTE pour les conversations téléphoniques. VoLTE fait partie du Advanced Calling. Ainsi, les conversations téléphoniques peuvent avoir lieu sur le réseau 4G (VoLTE) ou sur un WLAN disponible (tant que le téléphone mobile y est connecté) ce qui donne une meilleure qualité (HD Voice) et un établissement de la communication de quelques secondes.
En 2019, Swisscom a payé 240 millions de francs suisses à TX Group pour l'acquisition des 31 % de parts restantes de Swisscom Directories AG. En 2021, comme l'année précédente, Swisscom a été désigné comme le fournisseur de téléphonie mobile disposant du meilleur réseau par le magazine spécialisé connect et a également remporté le test de vitesse d'Ookla. Dans une comparaison de 94 fournisseurs européens de téléphonie mobile, Swisscom est arrivé en troisième position derrière Telia et Vodafone Pays-Bas,. Swisscom est le seul fournisseur suisse à utiliser quatre fréquences (800, 1 800, 2 100 et 2 600 MHz) pour LTE. À la fin de 2018, Swisscom lancera la 5e génération de communication mobile (5G) en Suisse. Dans le courant de l’année 2018, Swisscom va déployer les premiers logiciels et matériels sur son réseau mobile en partenariat avec Ericsson.
En mars 2024, Swisscom annonce l'acquisition de Vodafone Italia pour 8 milliards d'euros, qui sera par la suite fusionné avec sa filiale italienne Fastweb, spécialisée dans les télécommunications pour les entreprises.

## Profil et position sur le marché
Swisscom est l'entreprise leader des télécommunications en Suisse, avec une part de marché de plus de 60 % dans la téléphonie mobile. Ses principaux concurrents sont Sunrise et Salt. En contrôlant le dernier kilomètre de raccordement pour la téléphonie fixe, elle exerce de fait une situation de monopole sur le marché. Elle construit actuellement un réseau national de fibre optique, en partenariat avec d'autres sociétés.
Certains concurrents sont mécontents de la position de Swisscom et demandent sa privatisation complète. Swisscom a d’ailleurs récemment reçu une amende de 8 millions de francs par la commission de la concurrence (COMCO) pour avoir abusé de sa position dominante concernant le domaine des connexions à haut débit. L’affaire éclate en 2013 et l’enquête débute à la suite de la plainte des concurrents de Swisscom. Il s’agit de la soumission en 2008 de la mise en réseau des sites postaux.

## Structure de l’entreprise
Swisscom se compose des segments de clientèle Residential Customers, Business Customers & Wholesale et IT, Network & Infrastructure. Le groupe comprend également la division Digital Business et des sociétés telles que Fastweb en Italie. À cela s’ajoutent d’autres sociétés dans les différents segments d’activité.

### Swisscom (Suisse) SA
Au 1er janvier 2008, toutes les activités opérationnelles de Swisscom SA en Suisse ont été transférées à Swisscom (Suisse) SA. Alors que Swisscom SA n’est depuis lors qu’une simple holding, le champ d’activité de sa filiale à 100 % Swisscom (Suisse) SA comprend les anciennes divisions opérationnelles Fixnet, Mobile et Solutions, dont les activités ont été désormais réparties par segments de clientèle dans les divisions Residential Customers et Business Customers. En outre, les plateformes informatiques et les infrastructures de téléphonie fixe et mobile ont été regroupées dans le domaine IT, Network & Infrastructure.

#### Clients résidentiels

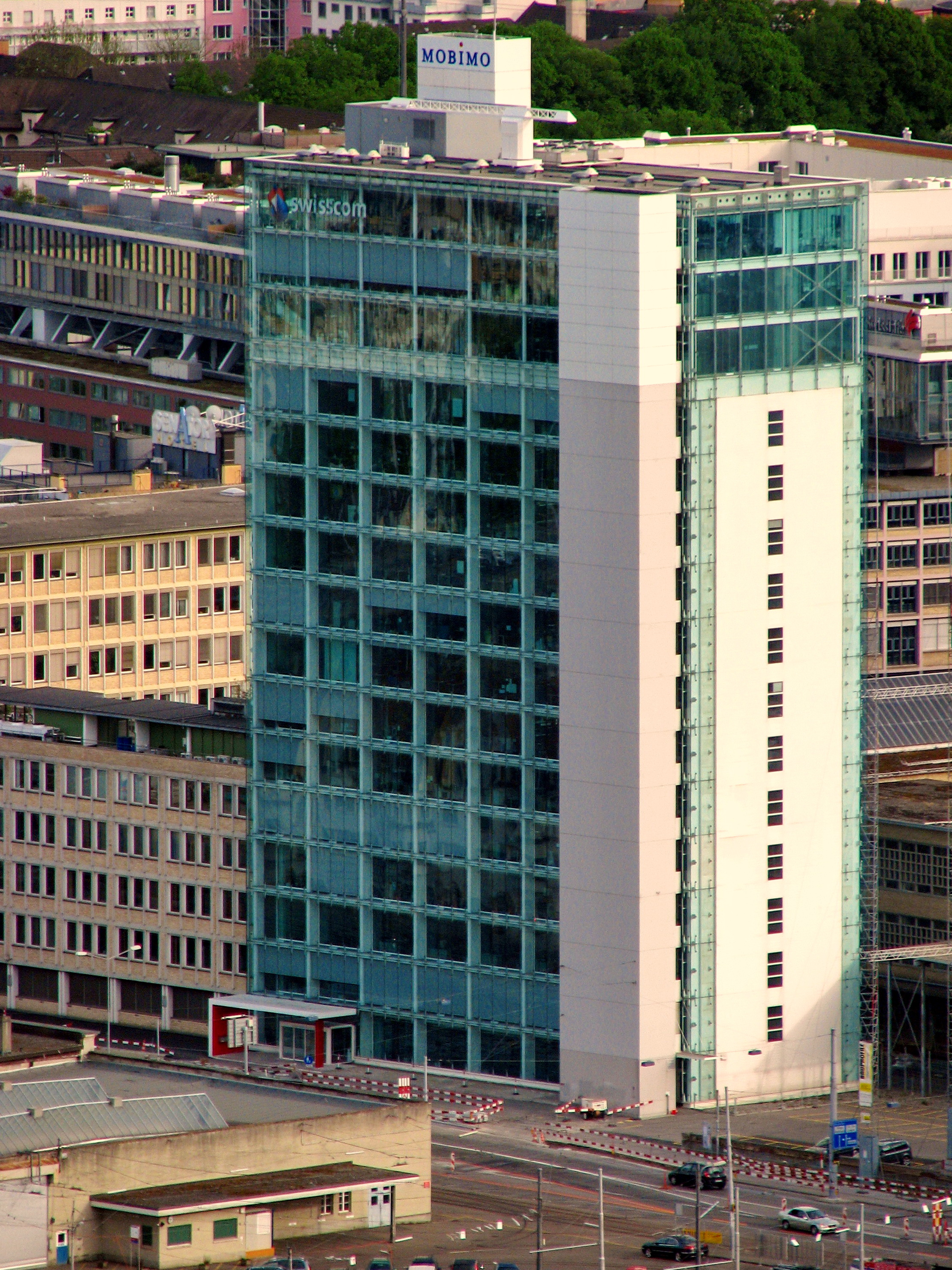
La Swisscom-Tower à Zurich; ancien siège de Bluewin AG.

La division opérationnelle Clients résidentiels se charge du suivi des clients des réseaux fixe et mobile. Celle-ci assure la couverture de la Suisse pour l'accès Internet à haut débit (DSL) et propose la télévision numérique (IPTV) avec l’offre blue TV.
Blue – Médias et divertissement
Swisscom a rassemblé son offre de divertissement sous la marque "Blue" à partir de 2020. Les anciens marques Swisscom TV, Bluewin, Teleclub et Kitag Kinos ont disparu. Le précédent Swisscom TV fonctionne comme une application sur les smartphones, les tablettes et comme un lecteur web sur les ordinateurs ainsi que sur les téléviseurs Samsung. La nouvelle application sera également lancée sur des portales des enterprises de télécommunication concurrents en Suisse. Au même temps, les clients d'autres fournisseurs peuvent désormais aussi consommer du content "Blue". Tous les produits sont disponibles sur toutes les plateformes au même prix.

#### Clients commerciaux

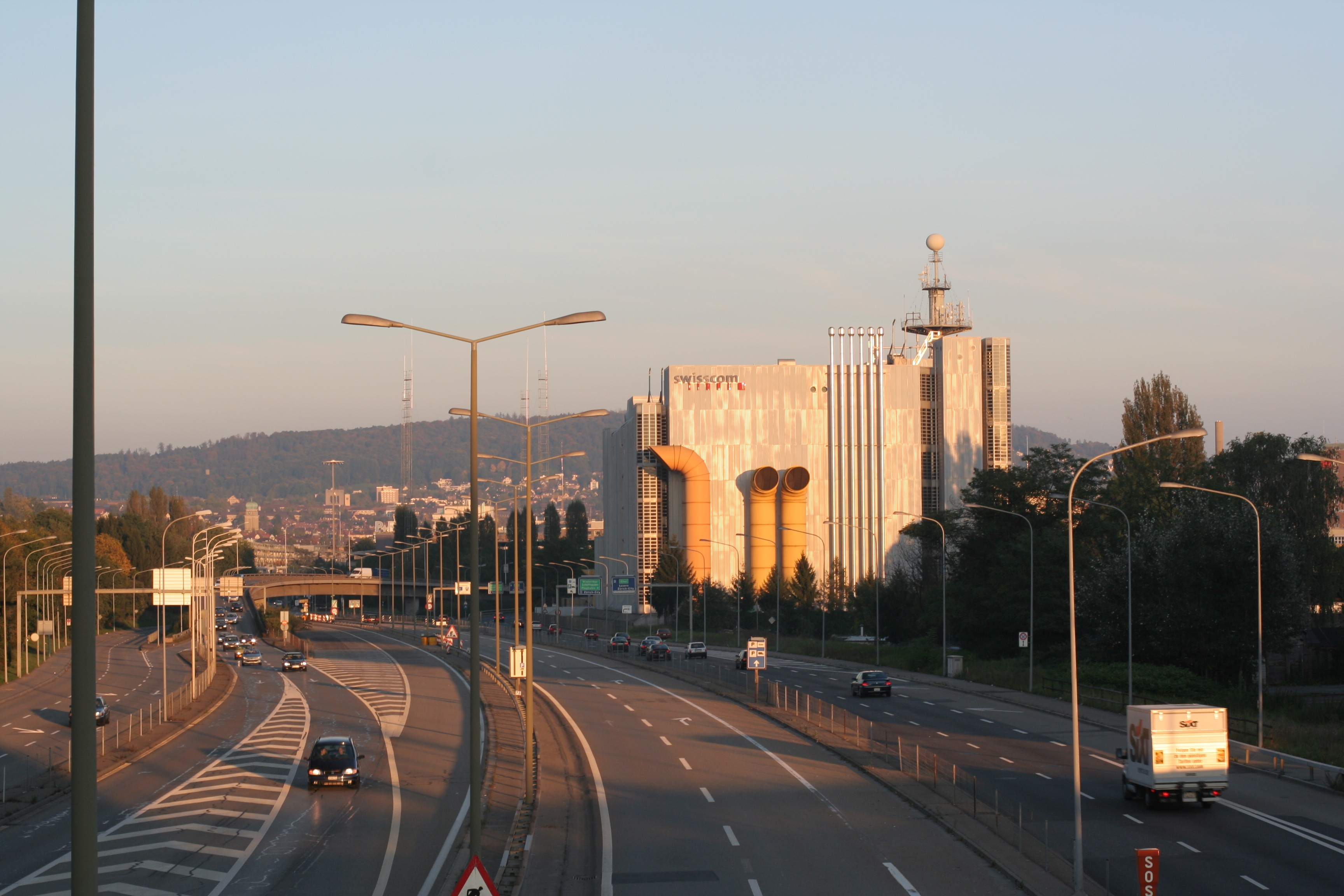
Centre de télécommunication de Swisscom Herdern à Zurich, de l'architecte Theo Hotz.

La partie PME est apparue lorsque la Commission de la concurrence a approuvé le 6 mars 2006 le rachat de Cybernet(Suisse) SA par Swisscom Fixnet SA
. À cela s'ajoutent les entreprises utilisant Bluewin en tant que PME. La division opérationnelle petites et moyennes entreprises propose toute une gamme de produits et prestations – de la téléphonie fixe et mobile à l’entretien et à l’exploitation de l’infrastructure informatique, en passant par Internet et les services de données comme les connexions VPN, SDSL (DSL synchrone en débit UP et DOWN) ou les lignes louées. Cela comprend entre autres les produits « hébergés » comme Hosted Exchange (serveurs d'emails pour entreprises), Online Backup et Shared Office. Il y a également le Business Connect (solution de VoIP ou voix sur IP pour entreprises).
Dans le domaine de la communication d’entreprise, assiste ses clients dans la planification, la réalisation et l’exploitation de leur infrastructure d’information et de communication. Les plus connus parmi ses clients sont les Chemins de Fer Fédéraux (CFF), Swiss (compagnie aérienne), Tamedia (média) et la Securitas SA (entreprise de sécurité). Depuis juin 2015, Swisscom offre une nouvelle solution pour les entreprises (Inhouse Mobile Service Standard), qui associe LAN/WLAN et le réseau mobile en une seule infrastructure et améliore la réception des téléphones mobiles dans les bâtiments.

#### Informatique, réseau et infrastructure

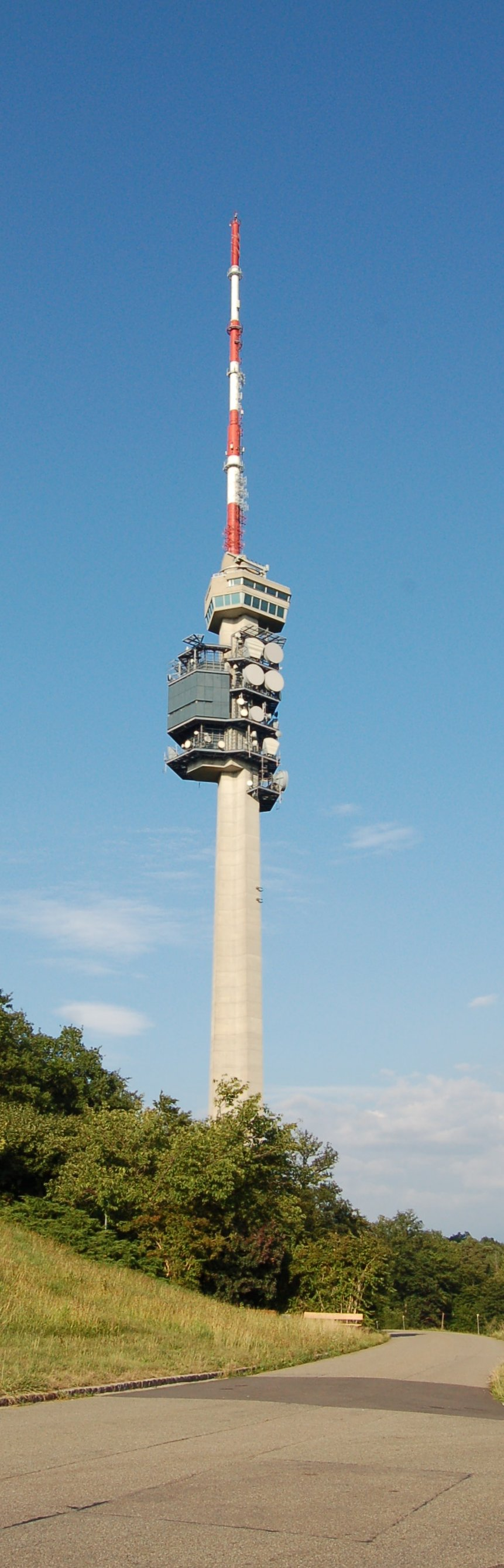
La tour de télécomunication de St. Chrischona est la plus importante de la région nord-ouest de la Suisse.

Swisscom Réseau & Informatique (IT Network & Infrastructure) construit, exploite et entretient le réseau fixe sur l'ensemble du territoire ainsi que l'infrastructure de réseau mobile de Swisscom. Cette division opérationnelle est en outre responsable des plateformes informatiques correspondantes et œuvre pour le passage à une plateforme-réseau intégrée, basée sur l'informatique et la technologie IP (tout IP). Le réseau et l’informatique offrent des services pour les autres fournisseurs suisses tels que par exemple des produits dans les domaines des langues, des données ou du haut débit.

### Digital Business
Le nouveau secteur d'activité Digital Business se concentre sur les secteurs de croissance des services Internet et des modèles d'affaires numériques et comprend également les activités liées aux annuaires en ligne et aux annuaires téléphoniques (localsearch).

### Fastweb
Au premier semestre 2007, Swisscom a racheté une participation majoritaire dans l’italien Fastweb. Le coût de cette acquisition s’est monté à environ 4,2 milliards d’euros ou 6,9 milliards de francs suisses. Fastweb est l'un des plus grands fournisseurs italiens de services à large bande dans les domaines de la voix, des données, du haut débit et de la télévision, ainsi que de la vidéo à la demande pour les particuliers et les entreprises et des services de téléphonie mobile dans le cadre d'un contrat MVNO (Virtual Network Operator). En outre, il existe des services réseau et des solutions spécifiques pour les clients professionnels.

### Autres divisions opérationnelles
Les autres divisions opérationnelles comprennent des domaines d’activité qui ne font pas directement partie des activités de base que sont les télécommunications et l’informatique, mais qui y sont liés.

## Marques
En Suisse, Swisscom propose des produits et services issus de son cœur de métier sous la marque principale Swisscom. Swisscom commercialise également des produits et services sous la marque secondaire Wingo, lancée en 2015, ainsi que des marques tierces telles que Coop Mobile et M-Budget Mobile. D’autres marques telles que Cablex et Localsearch et OWT - a Swisscom company font partie du portefeuille de Swisscom et caractérisent d’autres domaines d’activité de l’entreprise. À l’étranger, Swisscom est surtout présente en Italie à travers la marque Fastweb.

## Chiffres commerciaux
Les chiffres commerciaux du groupe pour l’année 2021 sont les suivants :
| Catégorie                    | Valeur 2022    |
| Chiffre d’affaires du groupe | CHF 11 112 mio |
| EBITDA                       | CHF 4 406 mio  |
| Bénéfice net                 | CHF 1 603 mio  |
| Investissements              | CHF 2 309 mio  |
| Collaborateurs               | 19 157         |
| Dividende par action         | CHF 22.–       |

### Nombre de clients et parts de marché
| Données opérationnelles à la date de clôture du bilan en milliers | 2012  | 2014  | 2016  | 2018  | 2020  | 2021  | 2022  |
| Raccordements fixes en Suisse                                     | 3 013 | 2 778 | 2 367 | 1 778 | 1 523 | 1 424 | 1 322 |
| Raccordements à haut débit Retail en Suisse                       | 1 727 | 1 890 | 1 992 | 2 033 | 2 043 | 2 037 | 2 027 |
| Raccordements TV en Suisse                                        | 791   | 1 165 | 1 476 | 1 519 | 1 554 | 1 592 | 1 571 |
| Raccordements mobiles                                             | 6 217 | 6 540 | 6 612 | 6 551 | 6 224 | 6 177 | 6 173 |
| Raccordements à haut débit en Italie                              | 1 767 | 2 072 | 2 355 | 2 547 | 2 747 | 2 750 | 3 087 |

## Gouvernance
Swisscom applique le Code suisse de bonnes pratiques pour la gouvernance d’entreprise publié en 2014 par Économiesuisse (anciennement Union suisse du commerce et de l'industrie) et suit l’ordonnance contre les compensations excessives applicables aux entreprises cotées en bourse. Swisscom se dit vouloir pratiquer une gouvernance d'entreprise responsable et transparente, dans tous les domaines tels que le développement durable, la responsabilité sociale, les conditions de travail et les médias.

### Conseil d’administration
Au 31 décembre 2021, le Conseil d’administration était composé des membres non exécutifs suivants :
| Nom                    | Fonction                           | Entrée en fonction à l’AG |
| Michael Rechtsteiner   | Président                          | 2019                      |
| Roland Abt             | Membre                             | 2016                      |
| Alain Carrupt          | Membre, représentant du personnel  | 2016                      |
| Guus Dekkers           | Membre                             | 2021                      |
| Frank Esser            | Vice-président                     | 2014                      |
| Barbara Frei           | Membre                             | 2012                      |
| Sandra Lathion-Zweifel | Membre, représentante du personnel | 2019                      |
| Anna Mossberg          | Membre                             | 2018                      |
| Renzo Simoni           | Membre, représentant fédéral       | 2017                      |

### Direction du groupe
Le tableau suivant présente la composition du personnel de la Direction du groupe au 31 décembre 2021.
| Nom                   | Fonction                                  | Nomination à la Direction du groupe en |
| Christoph Aeschlimann | CEO de Swisscom SA                        | Juin 2022                              |
| Urs Lehner            | Responsable Business Customers            | Juin 2017                              |
| Klementina Pejic      | CPO Swisscom SA                           | Février 2021                           |
| Christoph Aeschlimann | Responsable IT, Network et Infrastructure | Février 2019                           |
| Dirk Wierzbitzki      | Responsable Residential Customers         | Juin 2017                              |
| Eugen Stermetz        | CFO Swisscom SA                           | Mars 2021                              |

## Sites
Le siège principal de Swisscom se trouve à Worblaufen. Swisscom possède en outre 90 autres immeubles de bureaux dans lesquels travaillent environ 18 000 collaborateurs et partenaires de Swisscom dans toute la Suisse. De plus, Swisscom exploite 120 Shops en Suisse.

## Technologie et innovation

### Couverture du haut débit
Fin juin 2016, Swisscom avait connecté plus de 3,3 millions de domiciles et d'entreprises au très haut débit - dont plus de 2,2 millions avec les dernières technologies de fibre optique. Swisscom définit les dernières technologies de la fibre optique comme des technologies basées sur la fibre telles que Fibre to the Curb (FTTC) avec vectorisation, Fibre to the Street (FTTS), Fibre to the Building (FTTB) et Fibre to the Home (FTTH). Afin de poursuivre le démantèlement de l'ancienne infrastructure, Swisscom a décidé d'exploiter le réseau fixe en utilisant exclusivement le protocole Internet (IP).

### Internet des objets
En plus de proposer un réseau NB-IoT et LTE Cat M1 pour l'Internet des objets, Swisscom a mis en service un réseau radio basse consommation, le LPN. Basé sur la modulation LoRa et le protocol LoRaWAN, le LPN couvre actuellement 97 % de la population suisse. Ce réseau utilise la bande de fréquences de 868 MHz (bande ISM). Les passerelles LoRaWAN du LPN de Swisscom émettent avec une puissance d'émission maximale de 500 mW (27 dBm).

## Autres projets de Swisscom
À cause des conditions de compétition mondiale de plus en plus fortes, la compagnie suit une stratégie de développement de son modèle commercial et de sa tarification pour les téléphones portables, pour garantir une source de revenu stable  et base ses offres nationales et internationales sur une infrastructure Cloud à haute vitesse. Des solutions de type vertical permettent à Swisscom de s’étendre dans les domaines de la banque, de la santé et de l’énergie. Des exemples récents incluent l’exploration des possibilités du marché de la santé, le développement d’un réseau électrique intelligent et la formation d’un partenariat avec Coop dans le domaine du commerce en ligne.
Swisscom a pris part à la société CT Cinetrade AG depuis 2013 en possédant 75 % du capital d’action de cette société. La société de média Cinetrade, à laquelle Swisscom participe depuis avril 2005 est l’actionnaire principal de la chaine de télévision payante Teleclub AG (100 %) et du groupe Kitag qui inclut KITAG Kino-Theater Zürich AG (80 %), KITAG Kino-Theater St. Gallen AG (100 %), KITAG Kino-Theater Bern AG (80 %) et KITAG Kino-Theater Basel AG (100 %) et qui possède le label vidéo Plazavista Entertainment AG.
Depuis le 1er juillet 2015, Swisscom possède 69 % de « Swisscom Directories ». Les 31 % restants ont été détenus par TX Group jusqu'en 2019, date à laquelle Swisscom a également acquis cette participation. « Swisscom Directories » gère les plateformes « search.ch » et « local.ch » (Pages Jaunes) et s’occupe sous la marque « directoriesDATA » des adresses et numéros de téléphones pour toute la Suisse et Liechtenstein.
Swisscom se diversifie et offre une nouvelle offre de détection de cambriolage en partenariat avec Securitas Direct. L'entreprise développe aussi un véhicule autonome dont les premiers tests ont été approuvés par la Confédération Suisse.
L’opérateur commence à tester des bornes de connexion sans fil depuis juin 2015.
Swisscom s’est établi sur le marché publicitaire avec d’autres partenaires pour faire face à Google et Facebook. Elle s'est alliée avec la Société suisse de radiodiffusion et télévision et avec le groupe de presse Ringier, .
Swisscom a rejoint la GMA (Global M2M Association), un groupe comprenant une grande quantité d’opérateurs qui essaient de promouvoir la technologie M2M (Machine to Machine) sur le plan mondial.
En juin 2020, Swisscom souhaite participer à la préservation de l'environnement et proposer des mobiles moins chers à ses clients. À cette fin, l'entreprise se lance sur le marché des téléphones reconditionnés grâce à un partenariat avec Recommerce Suisse.En 2020 Swisscom a aussi vendu sa participation dans la coentreprise Admeira à Ringier.

## Actionnaires
Liste des principaux actionnaires au 2 janvier 2022 :
| Confédération suisse                         | 51,0 % |
| UBS Asset Management Switzerland             | 1,21 % |
| Crédit Suisse Asset Management (Schweiz)     | 0,87 % |
| Dimensional Fund Advisors                    | 0,61 % |
| BlackRock Advisors (UK)                      | 0,54 % |
| Norges Bank Investment Management            | 0,53 % |
| Geode Capital Management                     | 0,50 % |
| Zürcher Kantonalbank (Investment Management) | 0,49 % |
| APG Asset Management                         | 0,45 % |

## Parrainage
Dans le sport, Swisscom soutient la Fédération suisse de ski Swiss-Ski junior (sponsor principal), les jeunes coureurs des Alpes suisses équipe Swisscom, les jours d'expérience Snow Days, la Patrouille des Glaciers, la Swiss Football League, Swiss Olympic (organisation faîtière du sport suisse et le Comité national olympique), le Comité paralympique suisse.
Swisscom soutient des projets culturels tels que : Swisscom Musique Booster, One FM Star Night, Energy Live Session, Air Energy, Festival de Locarno (sponsor principal), Musée de la communication de Berne (fondateur), Suisse Tourisme (partenaire et sponsor).
Les engagements pris dans le parrainage économique comprennent le Forum économique suisse (Premium Partner), le Swiss Venture Club (partenaire national), la journée Suisse PME - St. Gallen (sponsor et partenaire de communication), le soutien de démarrage - les institutions de financement, la participation à la Fondation EPF Zurich.
Le parrainage dans les domaines environnementaux et sociaux incluent le soutien pour le projet Solar Impulse, Solidarité, fondateur (avec Solar Impulse) des « pionniers de l'énergie et du climat » et « Les jeunes et les médias », un partenariat avec le WWF.